# Svalbard Undersea Cable System

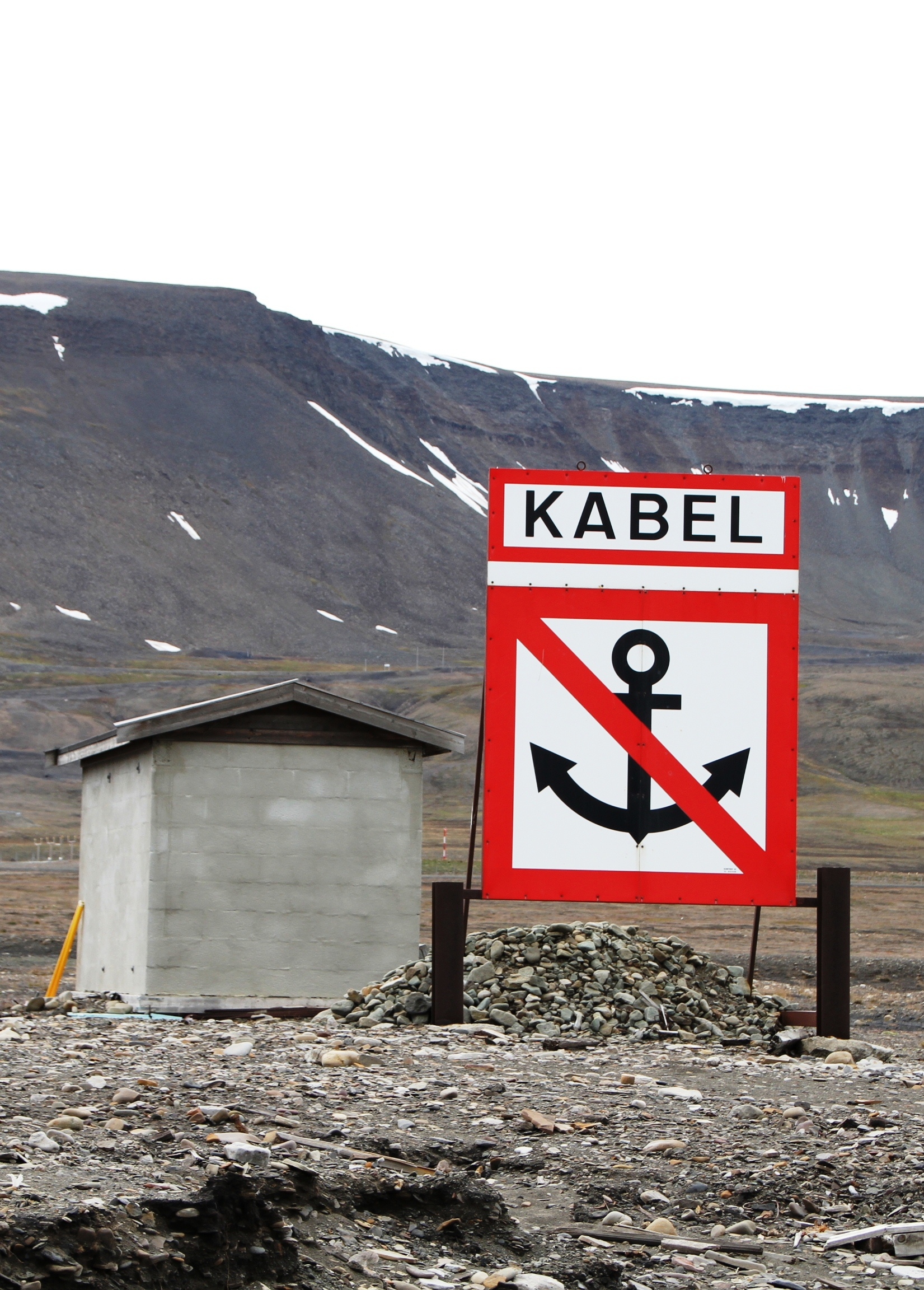
Stazione di arrivo a Hotellneset

Lo Svalbard Undersea Cable System è un cavo sottomarino doppio che collega le Isole Svalbard alla terraferma della Norvegia. Il cavo, a due fibre ottiche, è costituito da due segmenti, da Harstad a Breivika in Andøy, e da Breivika a Hotellneset vicino Longyearbyen Svalbard. I segmenti da Harstad a Breivika sono lunghi rispettivamente 74 e 61 km (46 e 38 mi), mentre i segmenti da Breivika a Hotellneset hanno una lunghezza di 1.375 e 1.339 km (854 e 832 mi).

## Specifiche
Ogni cavo è costituito da otto coppie di fibre, e sono stati installati 20 ripetitori di comunicazioni ottiche su ciascun segmento. Ogni segmento ha una velocità di 10 Gbps (10 Gigabit al secondo), con una futura capacità potenziale di 2500 Gbps. Attualmente, questo sistema è l'unico collegamento di telecomunicazione per l'arcipelago. 

## Le città cablate
- Breivika, Norvegia
- Longyearbyen, Svalbard, Norvegia